# Континентальна околиця материка

Осадові породи
Інші породи кори
Мантія

Континентальна околиця материка — це зовнішній край континентальної кори, що прилягає до океанічної кори під прибережними водами. Це одна з трьох основних зон дна океану, дві інші — глибоководні котловини і серединно-океанічний хребет. Континентальна окраїна складається з трьох різних елементів: континентальне підніжжя, континентальний схил і континентальний шельф. Континентальний шельф — це відносно мілка вода, розташована поблизу континентів. Континентальні окраїни становлять близько 28 % площі океану.